# Palazzo Cappello Layard

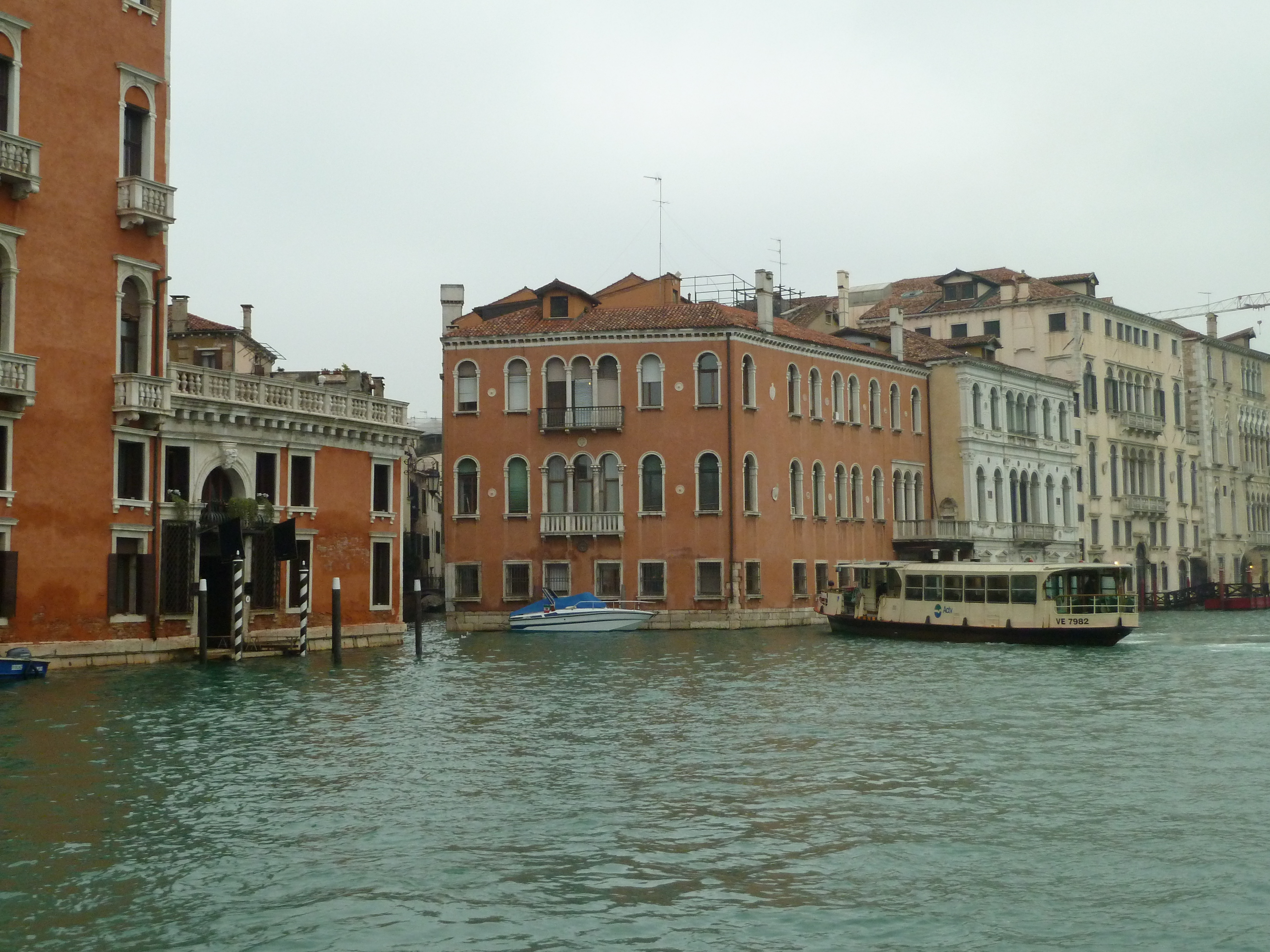
Zwei der drei Schaufassaden des Cappello-Layard-Palasts an der Mündung des Rio di San Polo in den Canal Grande; rechts daneben der Palazzo Grimani Marcello, links der Palazzo Barbarigo della Terrazza mit seiner markanten Terrasse

Der Palazzo Cappello Layard ist ein Palast im venezianischen Sestiere San Polo mit der Adresse San Polo 2035, der an der Einmündung des Rio di San Polo in den Canal Grande steht. Er stammt aus dem Spätmittelalter, wurde jedoch im 16. und erneut im 19. Jahrhundert umgebaut. Er weist mit seinen beiden Schaufassaden, die vom 16. bis zum 18. Jahrhundert bemalt waren, sowohl auf den Canal Grande als auch auf den Rio San Polo, besitzt aber eine dritte, wenn auch noch unscheinbarere weitere Fassade mit Blick auf den Rio delle Erbe. Gegen Norden schließt sich der Palazzo Grimani Marcello an, südlich, auf der anderen Seite des Rio di San Polo liegt der Palazzo Barbarigo della Terrazza aus dem 16. Jahrhundert.

## Geschichte

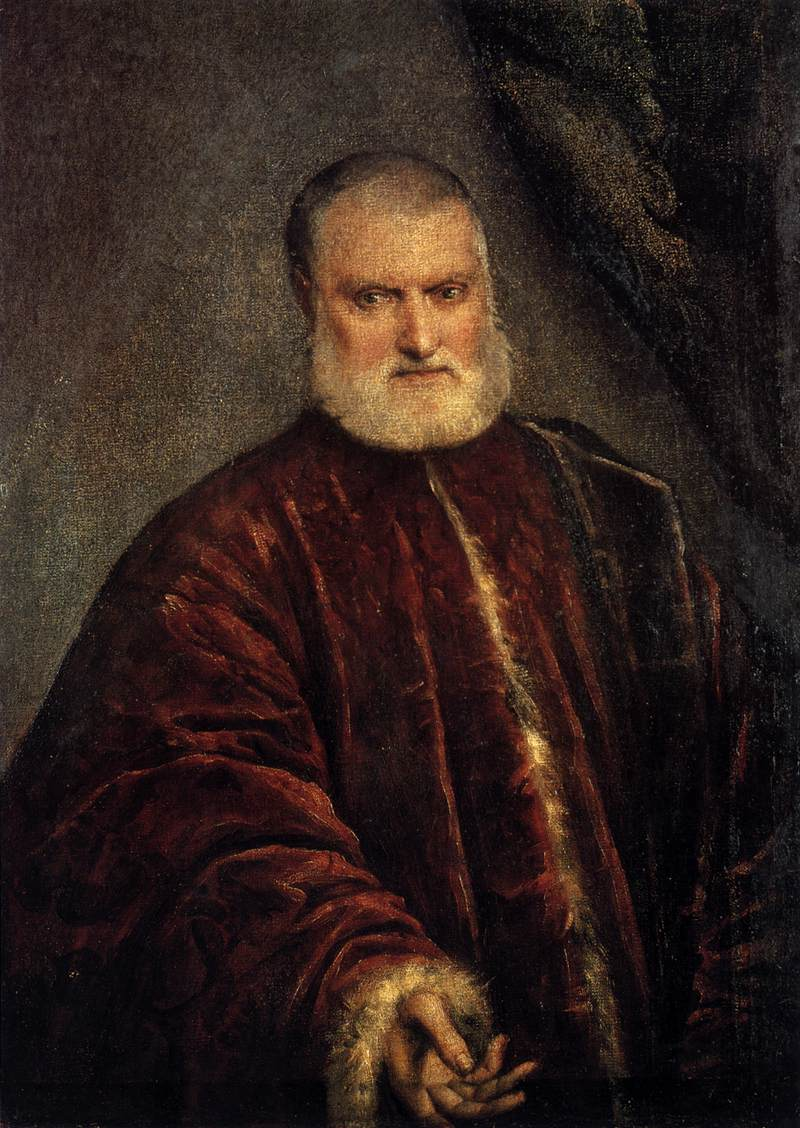
Porträt des Prokurators Antonio Cappello, Jacopo Tintoretto (1518–1594), Öl auf Leinwand, 114 × 80 cm, um 1551, heute in der Accademia

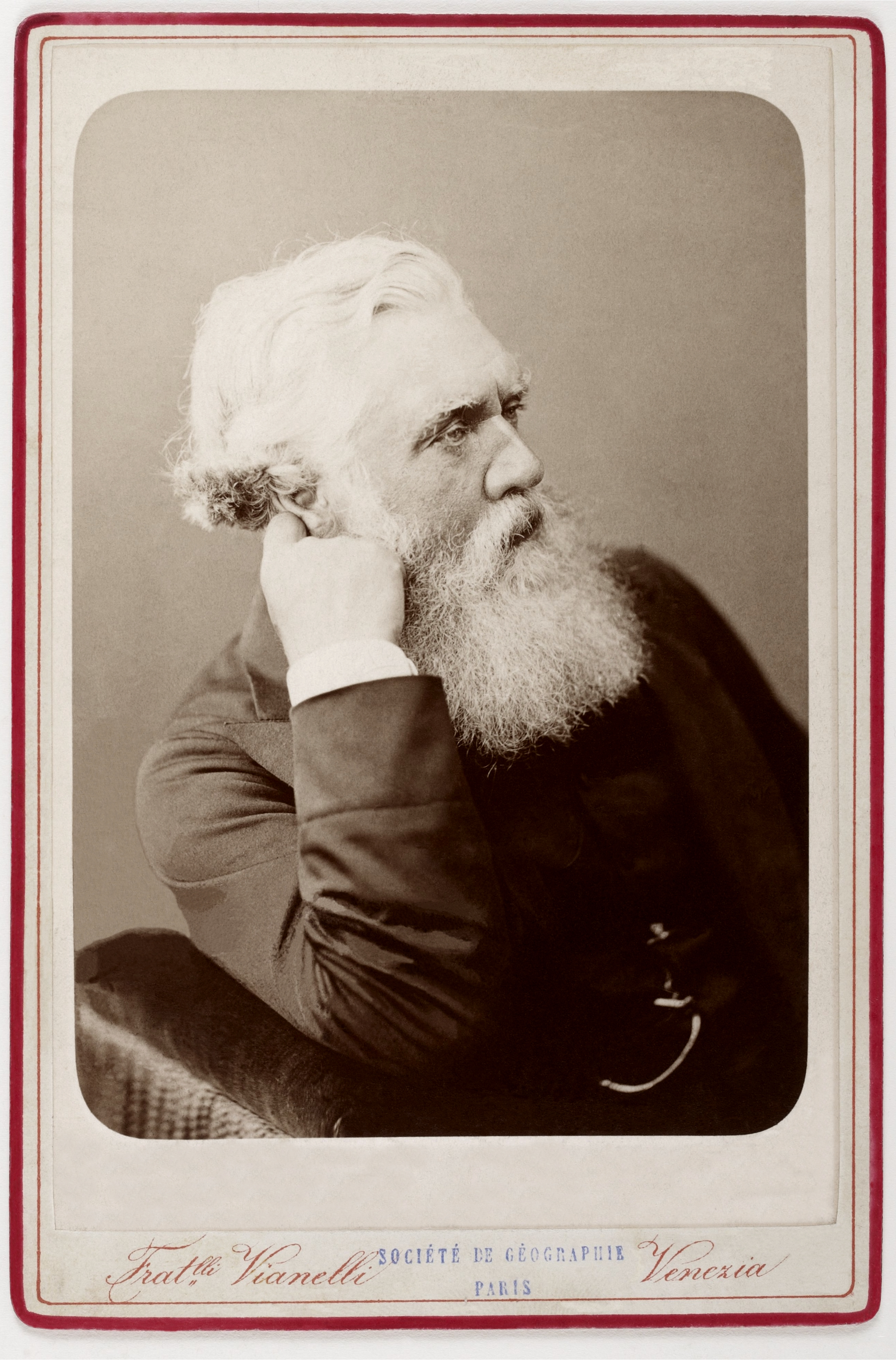
Austen Henry Layard, 1883

Das ursprünglich gotische Gebäude wurde im 16. Jahrhundert im Stil der Renaissance umgebaut. Initiator war der Prokurator von San Marco Antonio Cappello (1494–1565). Cappello, der bei zahlreichen der wichtigsten venezianischen Bauwerke des 16. Jahrhunderts die kommunale Aufsicht führte, wie etwa an der Rialtobrücke, der Marciana-Bibliothek und der Scala d’Oro im Dogenpalast, gewann Giovanni Battista Zelotti und Paolo Veronese, die bereits über den Veroneser Baumeister Michele Sanmicheli unter Vermittlung Cappellos Aufträge erhalten hatten, für die Dekoration seines Palastes. Giorgio Vasari erinnert sich, wie Paolo Veronese mit Zelotti die Fassade bemalte. Doch der von ihnen geschaffene Zyklus wurde 1627 durch ein Feuer schwer beschädigt, wie Marco Boschini 1674 vermerkte, wobei die Erinnerung an den Beitrag von Paolo Veronese verblasste. Nur ein Teil der „figure“ wurde unter einigen der Fenster wiederhergestellt, insbesondere die Darstellung der Diana. Die Götterbilder Zelottis waren noch 1760 sichtbar, als Anton Maria Zanetti der Jüngere seine Varie Pitture a fresco de principali maestri Veneziani drucken ließ.

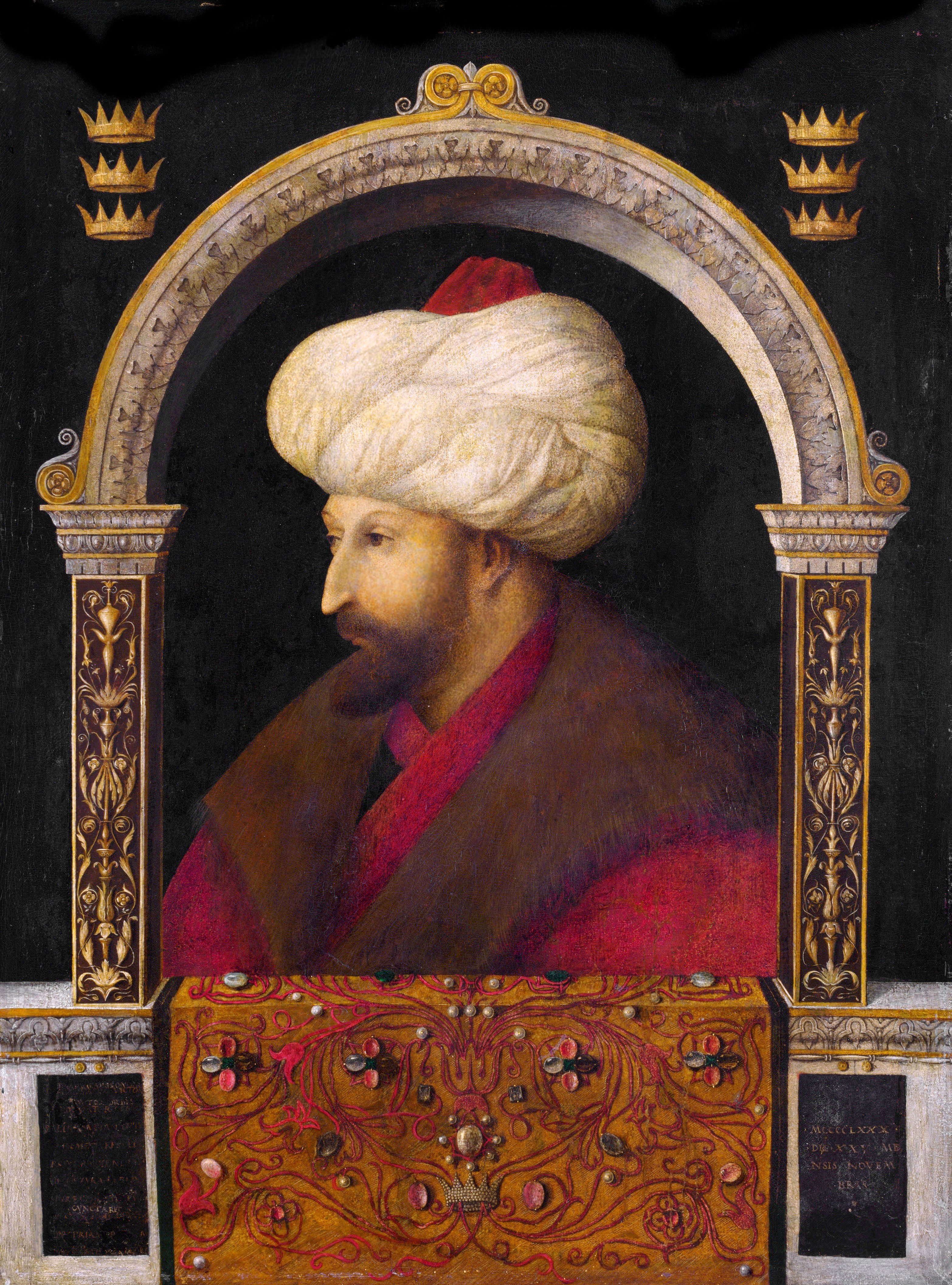
Porträt des Osmanensultans Mehmet II. von Gentile Bellini, Öl auf Leinwand, 69,9 × 52,1 cm, um 1481, National Gallery, London, ursprünglich Teil der Sammlung Layard

Die Ca’ Cappello wurde zwischen 1874 und 1878 von Austen Henry Layard erworben, wobei er durch den Dekan der englischen Gemeinde in Venedig, Rawdon Brown unterstützt wurde. Eine wesentliche Rolle spielte dabei Layards Frau Enid Layard. Layard, der sich als Archäologe betätigte, und der durch die Entdeckung von Nimrud und Ninive berühmt wurde, bereicherte den Palast durch eine bedeutende Kunstsammlung. Zunächst ließ er 1875 seine eigene Sammlung italienischer Renaissancegemälde in die Ca’ Cappello transferieren. Dann ließ er das Gebäude nach seinem Geschmack mit roten, gelben und grünen Tüchern umgestalten, spanische Seide wurde über die Balkone drapiert. Viele der Kunstwerke wurden 1892 dem Museo Correr vermacht. Die Sammlung des Paares wurde jedoch durch die Witwe Layards weitgehend sukzessive nach London verbracht. 
Der Palazzo war bis dahin zu einem internationalen Treffpunkt zahlreicher Akteure aus den Bereichen von Kultur, Politik und Diplomatie geworden. Dies galt auch über den Tod Layards hinaus, dessen erheblich jüngere, 1843 geborene Witwe Enid den Palast auch in dieser Hinsicht von 1894 bis 1912 weiterführte. Zu den Besuchern zählten neben John Ruskin und Giovanni Morelli, der Dichter Robert Browning, der Historiker Horatio Brown, aber auch der venezianische Adel, wie etwa Annina Morosini. Enid Layard pflegte freundschaftliche Kontakte zu Alexandra von Dänemark und Victoria von Sachsen-Coburg und Gotha (1840–1901). 1911 begrüßte sie Kaiser Wilhelm II. und Lord Kitchener als Gäste zu privatem Gespräch. Mit dem Tod von Layard im Jahr 1912 endete die Rolle des Hauses als internationaler Salon und Treffpunkt. 
Den Palast erwarb die Familie Carnelutti. Der Jurist Francesco Carnelutti lebte dort bis zu seinem Tod im Jahr 1965, schließlich übernahm die Universität Venedig 1967 das Haus. Es beherbergt seither die Sektion Vicino e Medio Oriente e Caucaso des Dipartimento di Studi sull’Asia e sull’Africa Mediterranea der Universität. 2014 begann ein heftiger, auch in der Öffentlichkeit geführter Streit um den Verkauf des Palastes, aber auch anderer kommunaler Gebäude der Universität.

## Beschreibung

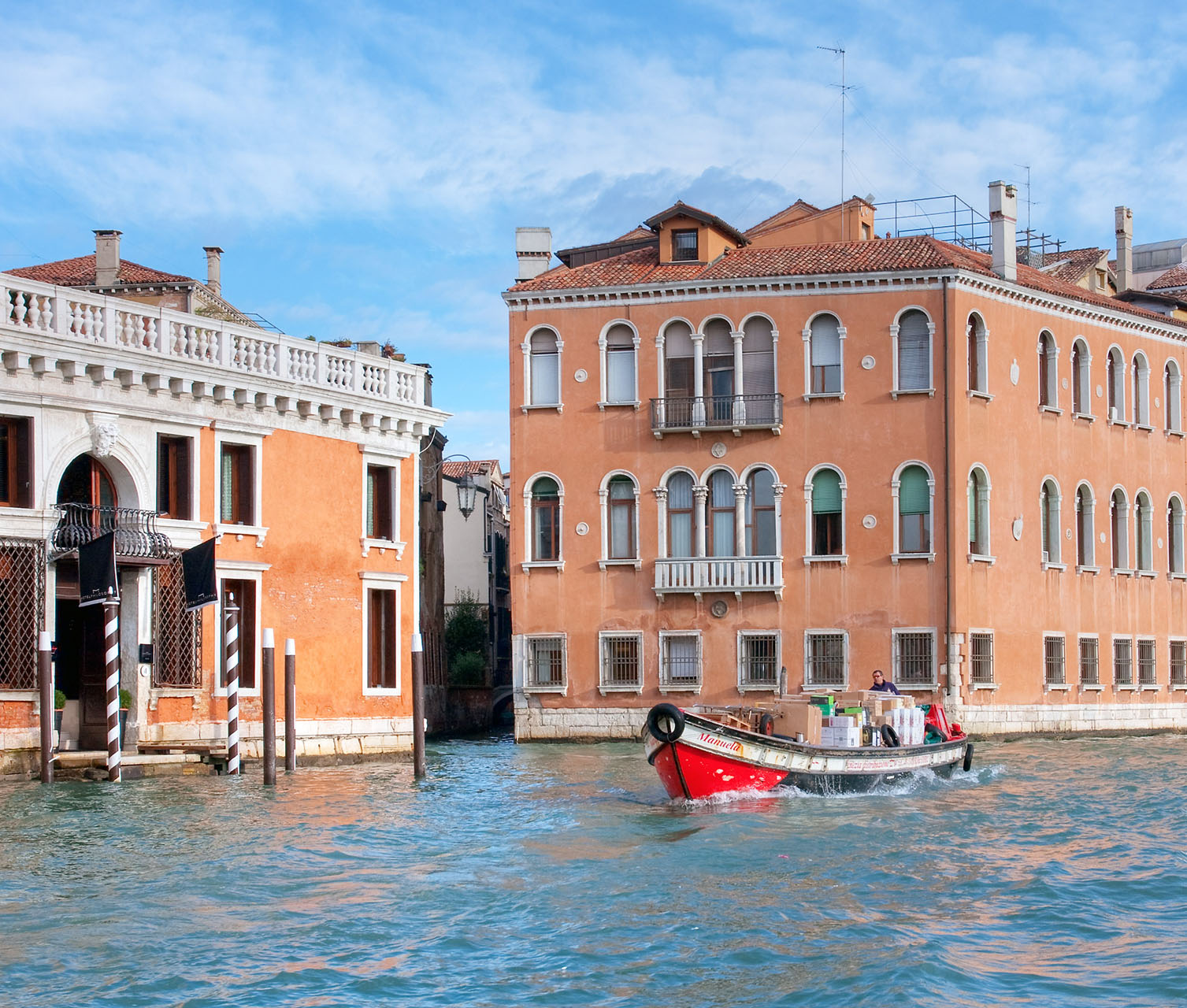
Die aufwändigere der drei Fassaden

Da der Palast an mehreren Kanälen liegt, weist er drei Fassaden auf, die jedoch mangels der untergegangenen Malereien, äußerst schmucklos wirken. Eine der Fassaden blickt auf den Canal Grande; sie ist durch ein Wasserportal mit Treppe und zwei freistehenden Säulen geöffnet. Ihre Schlichtheit steht in Gegensatz zur großen Zahl von insgesamt 22 Monoforen, in den oberen Geschossen sind dies neun bzw. acht Bogenfenster. Der primo piano nobile, die Beletage, ist durch eine einfach wirkende trifora riquadrata gekennzeichnet, die sich in Richtung einer Terrasse zum Palazzo Grimani Marcello öffnet. Die dreibogige Loggia zum Canal Grande weist noch gotische Laubkapitelle auf. Die Fassade, die auf den Rio di San Polo blickt, weist zwei Triforen mit Balkon und aufwändige Kapitelle auf, flankiert von je zwei Monoforen. Die Wappen und Pateren (eine Form des Basreliefs) sind Nachempfindungen des 19. Jahrhunderts. Auf den Rio delle Erbe weist eine schmucklose dritte Fassade. Im Zentrum des Gebäudes befindet sich ein kleiner Hof. Ein seitlicher Hof zum Canal Grande, neben der Loggia und des Eingangsportikus gelegen, wurde wohl im 19. Jahrhundert geschlossen.